# Arnold von Tongern
Arnold von Tongern (auch: Arnoldus Luydius (a Tongris) oder Arnoldus de Tongris; * um 1470 in Tongern; † 28. August 1540 in Lüttich) war ein deutscher römisch-katholischer Theologe, Augustinerchorherr und Hochschullehrer.

## Leben
Arnold immatrikulierte sich 1486 an der alten Universität Köln. Nach drei Jahren 1489 erlangte er dort den Magistergrad und wurde anschließend Hofmeister für Erhard von der Mark, der ihm später eine Position als Domherr in Lüttich verschaffen sollte. 1491 erhielt er dann eine Professur an der Artistenfakultät an der Kölner Universität, 1494 wurde er ihr Dekan. 1509 wurde er schließlich Professor der Theologie und wechselte damit an die Theologische Fakultät, deren Dekan er 1510/1511 war. In den akademischen Jahren 1507/08, 1520/21 sowie 1524/25 war er zudem Rektor der Universität. Außerdem wurde er dort wohl zum Doktor promoviert.
Arnold war von 1513 bis 1535 Kanoniker an der Stiftskirche St. Maria ad Gradus in Köln. Anschließend wurde er Domherr an der Lambertuskathedrale in Lüttich. Später erfolgte die Ernennung zum Domherr am Kölner Dom.
Arnold wurde unter anderem als Gutachter im Reuchlinschen Streit bekannt. Unter anderem fand dieses bei Ulrich von Hutten spottend Aufnahme. Er soll Lehrer von Johannes Eck gewesen sein. 1520 tat er sich mit der Verbrennung lutherischer Bücher in Köln hervor.

## Publikationen (Auswahl)
- Epitomata sive reparationes logicae veteris et novae Aristotelis iuxta viam et expositionem Alberti Magni, 2 Teile, Quentell, Köln 1500.
- Reparationes lectionum et exercitiorum tractatuum parvorum logicalium Petri Hispani et trium modernorum, Quentell, Köln 1500.
- Commentaria nove logice Aristotelis, Köln 1511.
- Tractatus propositionum alphabeticarum contra Judaeos et blasphemum eorum Talmud, Köln 1512.
- Responsio ad argumenta numero 50 sumpta de libello consultationis D. Joannis Reuchlin, Köln 1512
- Ein Grundtlich vnd lieplich vnderweisung, Wie man Die heiligen im himel, Christlich, nach ausweisung der Schrifft, anruffen soll, Lotter, Leipzig 1536.